# Миксома сердца
Миксо́ма се́рдца (от лат. muxa, mucus — слизь) — доброкачественная опухоль, локализующаяся в левом или правом предсердии. Обычно растёт на ножке, прикреплённой к перегородке, разделяющей левую и правую половины сердца.

## Локализация
Миксомы, как правило, обнаруживают в левом или правом предсердии, около 86 % приходится на левое предсердие.
Миксома, как правило, на ножке, которой прикрепляется к межпредсердной перегородке. Наиболее часто опухоль прикрепляется в ямке овального окна межпредсердной перегородки.

## Клиническая картина
Симптомы миксомы сердца включают:

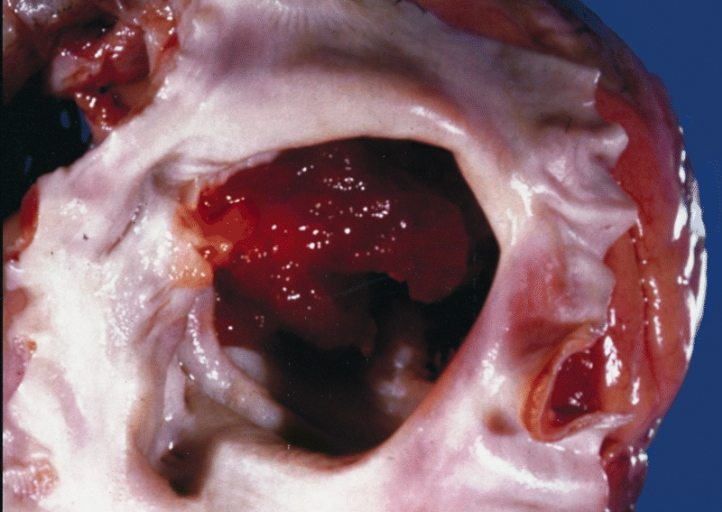
Миксома сердца — видна узкая ножка, которой желатинообразная опухоль крепится к межпредсердной перегородке. Опухоль имеет неровную поверхность и почти заполняет левое предсердие.

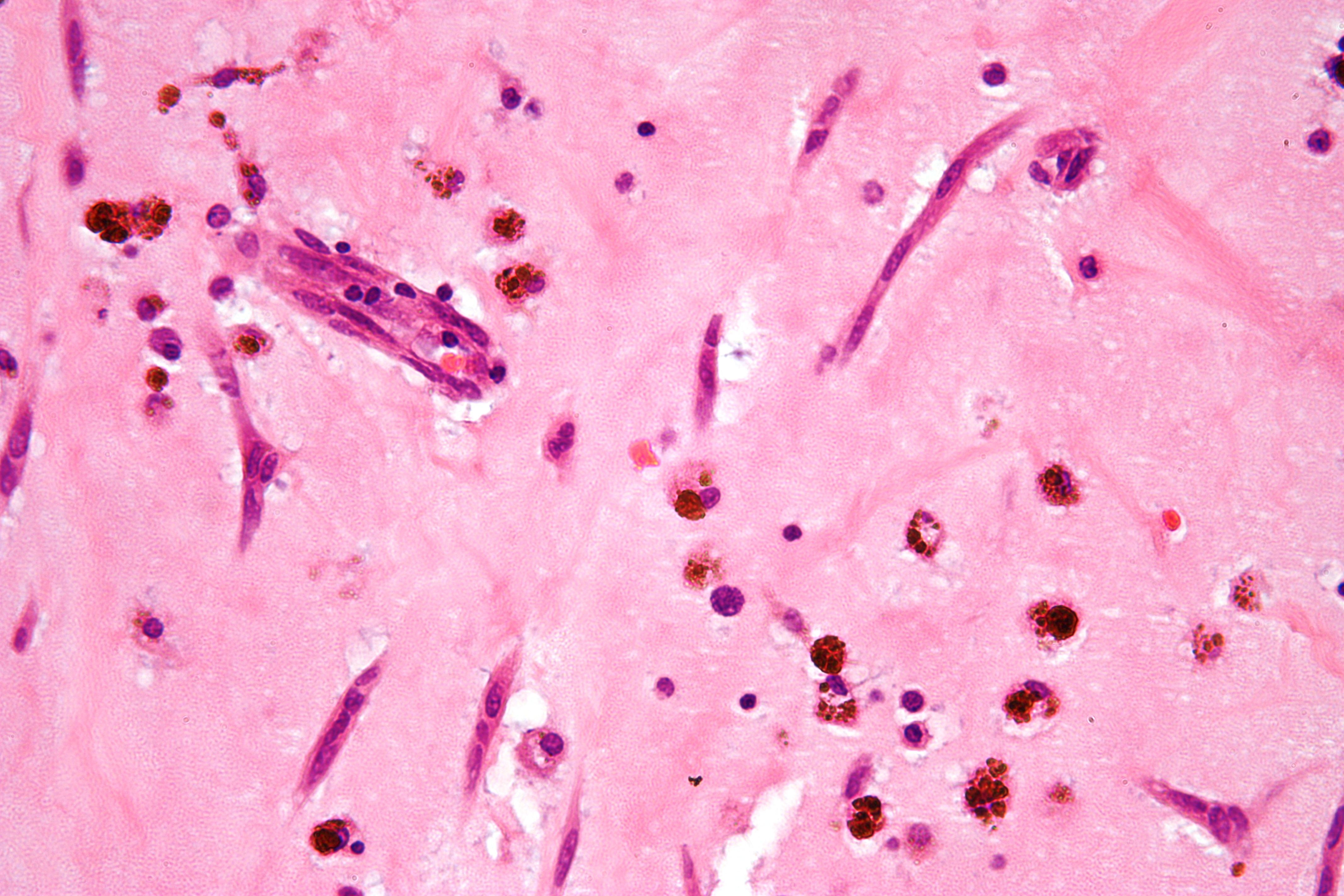
Микропрепарат миксомы сердца, окраска гематоксилин-эозином.

- одышку, возникающую при физической нагрузке,
- пароксизмальную ночную одышку,
- повышение температуры тела, от 37 до 39.5 градусов
- потерю веса, вплоть до развития кахексии,
- головокружение или обморок (потеря сознания),
- кровохарканье (результат застоя в малом круге кровообращения),
- внезапная смерть,
- тахикардию в покое 75—100 ударов в минуту. В некоторых случая сильный кашель, иногда с приступами. Повышенный С-реактивный белок от 100 до 315 и более.

## Диагностика
Миксома может вызывать шум в сердце, определяемый аускультативно. Миксома левого предсердия, создавая механическое препятствие на пути кровотока, ведёт к повышению давления в малом круге кровообращения.

## Дифференциальная диагностика
Дифференциальный диагноз включает другие опухоли сердца: липомы, рабдомиомы и (редко) тератомы. Эти опухоли сердца, как правило, не на ножке и чаще прорастают в сердечную мышцу. Применение магнитно-резонансной томографии (МРТ) может помочь неинвазивно диагностировать опухоль сердца. Однако, для верификации диагноза обычно требуется изучения образца ткани патогистологом.

## Лечение
Миксомы, как правило, удаляют хирургическим путём. Хирург удаляет миксому с захватом не менее 5 миллиметров окружающих здоровых тканей межпредсердной перегородки. Пластику перегородки осуществляют, используя материал сердечной сумки (перикарда).